# Larinia jeskovi
Larinia jeskovi là một loài nhện trong họ Araneidae.
Loài này thuộc chi Larinia. Larinia jeskovi được Yuri M. Marusik miêu tả năm 1987.